# Adèle Foucher
Adèle Julie Victoire Marie Foucher (27 de setembro de 1803 – 27 de agosto de 1868) foi a esposa do escritor e homem político francês Victor Hugo. Nasceu em Paris em 27 de setembro de 1803 e morreu em Bruxelas em 27 de agosto de 1868, com 64 anos de idade. 

## Biografia
Adèle Foucher era filha de Pierre Foucher, secretário no Tribunal da Justiça de Paris. As famílias Hugo e Foucher eram vizinhas e amigas em Paris quando os filhos ainda eram pequenos. Foi então com uma amiga de infância que Victor Hugo se casou, em 12 de outubro de 1822, para o grande desespero de seu irmão mais velho Eugène que estava apaixonado por Adèle.
Victor Hugo e Adèle Foucher tiveram cinco filhos:
- Léopold Victor Hugo (16 de julho de 1823 - 10 de outubro de 1823);
- Léopoldine Hugo (28 de agosto de 1824 - 4 de setembro de 1843);
- Charles Hugo (4 de novembro de 1826 - 13 de março de 1871);
- François-Victor Hugo (28 de outubro de 1828 - 26 de dezembro de 1873);
- Adèle Hugo (24 de agosto de 1830 - 21 de abril de 1915).

Em 1830, sentindo que seu marido lhe dava pouca atenção, Adèle Foucher se envolveu amorosamente com um amigo de Victor Hugo, o crítico literário e escritor francês Charles-Augustin Sainte-Beuve. Esse relacionamento durou sete anos. Por outro lado, Victor Hugo, que sempre foi grande sedutor, iniciou com Juliette Drouet, em 1833, sua mais longa relação amorosa, pois ela se tornou amante oficial durante 50 anos. Adèle detestava tanto Juliette Drouet que chegou inclusive a estabelecer amizade com Léonie d’Aunet, amante que Victor Hugo manteve paralelamente durante sete anos, simplesmente porque ela via em Léonie uma aliada contra Juliette.
A vida de Victor Hugo e de sua esposa foi marcada por um trágico acidente em 1843, no qual morreram afogados no Sena sua filha Léopoldine e seu genro Charles Vacquerie (1817-1843), recém-casados. Vários poemas de Victor Hugo foram dedicados à sua filha desaparecida, mas há também homenagens ao genro em “Les Contemplations”, Livre Quatrième (Pauca Meae), peça XVIII. 

### Morte
Adèle morreu em Bruxelas em 1868. Tendo manifestado o desejo de ser enterrada em Villequier, junto à sua filha Léopoldine, Victor Hugo não pôde acompanhar o caixão até o destino visto que ele era então exilado político. Ele parou na fronteira franco-belga.